# وینبرگ
وینبرگ (به سوئدی: Vinberg) یک سکونتگاه مسکونی در سوئد است که در Falkenberg Municipality واقع شده‌است.

## خصوصیات
وینبرگ ۰٫۴۵ کیلومترمربع مساحت و ۵۹۲ نفر جمعیت دارد.